# George Coleman

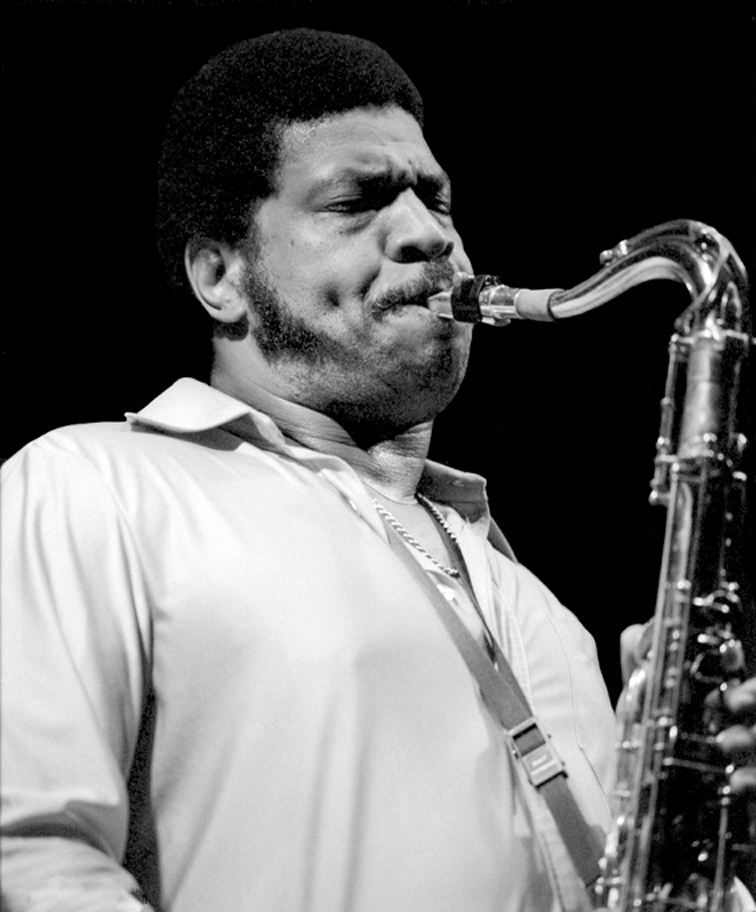
George Coleman bei einem Auftritt im Keystone Korner, San Francisco 1979

George Coleman (* 8. März 1935 in Memphis, Tennessee) ist ein US-amerikanischer Tenorsaxophonist des Modern Jazz.

## Leben und Wirken
George Coleman begann seine Karriere als Jazzmusiker in den 50er Jahren als Begleiter der Blueslegende B.B. King. Mit Booker Little ging er dann nach Chicago, dann arbeitete er in New York mit Lee Morgan und Jimmy Smith. 1958 wurde er Mitglied in der Gruppe von Max Roach und Kenny Dorham, 1959–61 des Slide Hampton Oktetts; 1961 wirkte er bei den letzten Aufnahmen Booker Littles vor seinem frühen Tod mit (Booker Little and Friend). 1962 spielte er kurz mit Wild Bill Davis. Später folgten gemeinsame Auftritte und Aufnahmen  mit Johnny Griffin, Lionel Hampton, Charles Mingus, Chet Baker und Ahmad Jamal. An der Seite von Miles Davis (Seven Steps to Heaven, Miles Davis in Europe 1963, My Funny Valentine, 1964) und Herbie Hancock (Maiden Voyage, 1965) trug er zur Entstehung legendärer Jazz-Alben bei. 1964 spielte er bei Lionel Hampton, in den nächsten zehn Jahren arbeitete er als freischaffender Musiker mit Lee Morgan, Elvin Jones (Live at the Village Vanguard), Shirley Scott und Cedar Walton. 1975 bildete er mit Walton, Sam Jones und Billy Higgins die Formation Eastern Rebellion.  In den 1980er und 90er Jahren arbeitete er als Bandleader mit Higgins,  Harold Mabern, Jamil Nasser, Idris Muhammad und Ray Drummond. 1996 entstand in Oktett-Besetzung sein Album Danger High Voltage, u. a. mit Gary Smulyan, Jim Rotondi und Ned Otter. 2012 arbeitet er mit seinem Organ Quintet, in dem u. a. Mike LeDonne und Russell Malone spielen.
Eine breite Anerkennung für seinen unverwechselbaren, lyrisch-kraftvollen Stil blieb ihm bis heute verwehrt. Das Sextett One for All ehrte ihn mit dem mit ihm aufgenommenen Album Big George.
Seine Frau war die Organistin Gloria Coleman († 2010); ihr gemeinsamer Sohn, George Coleman Jr., ist in der New Yorker Jazzszene als Schlagzeuger aktiv.

## Diskographie (Auszug)
Alben unter eigenem Namen
- Playing Changes (Ronnie Scott’s Jazz House, 1979)
- Manhattan Panorama (Evidence, 1989) mit Harold Mabern, Jamil Nasser, Idris Muhammad
- My Horns of Plenty (Verve, 1991) mit Mabern, Ray_Drummond, Billy Higgins
- At Yoshi’s (Evidence, 1992)  mit Mabern, Ray Drummond, Alvin Queen
- Blues Inside Out (Ronnie Scott’s Jazz House, 1997)
- I Could Write a Book: The Music of Richard Rodgers (Telarc, 1998) mit Mabern, Nasser, Billy Higgins
- Danger High Voltage (Two & Four Recordings, 2000) mit Gary Smulyan, Mabern, Drummond, George Coleman Jr.
- Dynamic Duo mit Tete Montoliu, (Timeless 2002)
- Four Generations of Miles (Chesky, 2002) mit Mike Stern, Ron Carter, Jimmy Cobb
- A Master Speaks (Smoke Sessions, 2016)
- The Quartet (Smoke Sessions, 2019)

Wichtige Alben als Sideman
- My Funny Valentine (Miles Davis, 1964)
- Maiden Voyage (Herbie Hancock, 1965)
- Love Bug (Reuben Wilson, 1969)
- Miles in France 1963 & 1964: The Bootleg Series, Vol. 8 (Miles Davis, 1963)